# رمضان صبحی
رمضان صبحی احمد (زادهٔ ۲۷ ژوئن ۱۹۹۷) بازیکن فوتبال اهل مصر است که در پست هافبک هجومی برای الاهلی بازی می‌کند. وی توانایی بازی در پست وینگر نیز دارد.
از باشگاه‌هایی که در آن بازی کرده‌است می‌توان به الاهلی مصر، استوک سیتی و هادرزفیلد تاون اشاره کرد.
وی همچنین در تیم ملی فوتبال مصر بازی کرده‌است.
صبحی در مصاحبه‌ای در فوریه ۲۰۱۶ به تیم رئال مادرید اسپانیا ابراز علاقه کرد.